# Жеранян, Ришар
Ришар Жеранян (фр. Richard Jeranian, арм. Ռիշար Ժերանյան, 17 июля 1921, Сивас — 10 октября 2019) — французский художник и литограф армянского происхождения

## Биография
Ришар Жеранян провёл детство во Франции, интересовался музыкой и живописью. Учился в Марселе, затем в академиях Жюлиана и Гранд-Шомьер. Участвовал во Второй мировой войне, с 1944 года служил в ВВС Франции, проходил службу в Алжире и Марокко до 1946 года. После войны много путешествовал, посещал Ливан, СССР и Иран, сотрудничал с фондом Галуста Гюльбенкяна. В 1988 году он собирал средства для создания госпиталя для детей, пострадавших в результате Спитакского землетрясения.
Работы Жераняна относятся к сюрреализму, кубизму, абстракционизму и фигуративизму, посвящены темам музыки, женщинам и Армении; выполнены масляными красками.

## Коллекции
- Музей изобразительных искусств имени А. С. Пушкина
- Национальная картинная галерея Армении[9][10]

## Награды
- Серебряная медаль города Париж, 1955[11]
- Кавалер ордена Искусств и литературы, 1959, Франция
- Лауреат Национальной премии имени Мартироса Сарьяна, 1987
- Медаль Мовсеса Хоренаци, 24 мая 2011, Армения — по случаю Дня Республики[12]